# Symphony Hall
Le Symphony Hall est une salle de concert de 2 262 places située dans l'enceinte de l'International Convention Centre (ICC) de Birmingham, en Angleterre.
Inauguré en 1991, il accueille en résidence l'orchestre symphonique de Birmingham et environ 270 événements y sont organisés chaque année. Outre les concerts, il est utilisé pour des événements communautaires, des cérémonies de remise de diplômes et des conférences.